# 藤本まりな
藤本 まりな（ふじもと まりな、1986年12月24日 - ）は、日本のAV女優。
東京都出身。身長：160cm。スリーサイズ：B84（Dカップ）・W58・H86。血液型：O型。趣味、特技：読書・ピアノ、新体操。

## 略歴
- 2005年に『First Impression』でAVデビュー。

## 作品

### アダルトビデオ
2005年
- First Impression 藤本まりな（2005年8月1日、アイデアポケット）
- バーチャルEX 女教師・・・淫女覚醒 藤本まりな（2005年9月1日、アイデアポケット）
- ECSTASY 藤本まりな（2005年10月1日、アイデアポケット）…共演:城崎めぐ
- DIGITAL CHANNEL 藤本まりな（2005年11月1日、アイデアポケット）
- 「白い恋人」 藤本まりな（2005年12月1日、アイデアポケット）

2006年
- MAN EATER5 藤本まりな（2006年1月1日、アイデアポケット）
- SEX JUNKIE 藤本まりな（2006年2月1日、アイデアポケット）
- ANAL FUCKER 藤本まりな（2006年3月1日、アイデアポケット）
- プレミアデジタルモザイク Vol.004 藤本まりな（2006年4月7日、プレミアム）
- パイパンアイドル！ 藤本まりな（2006年5月7日、プレミアム）
- 2005年アイデアポケット作品集（2006年6月1日、アイデアポケット）※総集編
- 中出し、FEEL GOOD 藤本まりな（2006年6月7日、プレミアム）
- パイパンぶっかけ中出しアナルFUCK 全編ハイパーデジタルモザイク！ 藤本まりな（2006年7月1日、MOODYZ）
- 澤あららのぶっかけFUCKBEST（2006年7月1日、アイデアポケット）※総集編
- 新任女教師 中出し20連発 藤本まりな（2006年8月4日、アイエナジー）
- 藤本まりなベスト（2006年9月1日、アイデアポケット）※総集編
- ウルトラスレスレモザイク NO.08 藤本まりな（2006年9月7日、アイエナジー）
- アナルファック 4時間（2006年10月1日、MOODYZ）※総集編
- バス痴漢 中出し20連発 藤本まりな（2006年10月5日、アイエナジー）
- ハイパーデジタルモザイク 生中出し 4時間（2006年10月13日、MOODYZ）※総集編
- VIRTUAL EX PREMIUM BOX（2006年11月1日、アイデアポケット）※総集編
- エロい女 中出し20連発 藤本まりな（2006年11月4日、アイエナジー）
- 2006年上半期プレミアム傑作選（2006年11月7日、プレミアム）※総集編
- ハイパーデジタルモザイク パイパン 4時間（2006年12月1日、MOODYZ）※総集編
- OL凌辱 中出し勤務 藤本まりな（2006年12月7日、アイエナジー）

2007年
- エロかわいいフェロモン 藤本まりな（2007年1月18日、アイエナジー）
- アイエナジー2006年度下半期作品集（2007年3月8日、アイエナジー）※総集編
- 藤本まりな スペシャル（2007年3月22日、アイエナジー）※総集編
- 痴漢襲撃 4時間（2007年6月7日、アイエナジー）※総集編
- 手コキ・フェラ4時間（2007年6月21日、アイエナジー）※総集編
- 中出し20連発作品集2　厳選20タイトルを収録！じっくりたっぷり見せます240分（2007年7月5日、アイエナジー）※総集編
- 生中出しプレミアムBEST（2007年7月7日、プレミアム）※総集編
- ハイパーデジタルモザイク 2穴FUCK4時間（2007年7月13日、MOODYZ）※総集編
- いい女 強制FUCK！（2007年7月19日、アイエナジー）※総集編
- スレスレモザイク作品集2（2007年8月4日、アイエナジー）※総集編
- いやらしい女 4時間（2007年8月16日、アイエナジー）※総集編
- SEMEN POWER（2007年9月1日、アイデアポケット）※総集編
- 強制フェラ・ディープスロート 4時間（2007年11月8日、アイエナジー）※総集編
- 痴漢 中出し100連発コレクション 2007（2007年12月20日、アイエナジー）※総集編
- エロい女 中出し100連発コレクション 2007（2007年12月20日、アイエナジー）※総集編
- ぶっかけ中出しアナルFUCK！4時間（2007年12月13日、MOODYZ）※総集編

2008年
- パイパン中出し4時間（2008年1月13日、MOODYZ）※総集編